# Basacantha taeniatus
Basacantha taeniatus är en mångfotingart som först beskrevs av Imre Loksa 1967.  Basacantha taeniatus ingår i släktet Basacantha och familjen Chelodesmidae. Inga underarter finns listade i Catalogue of Life.